# Vanak
Vanak (en persan : ونک) est un quartier du nord de Téhéran, la capitale de l'Iran.
Son nom veut dire « petit arbre » en persan et vient du nom du village qui existait auparavant dans les environs, Deh-e Vanak, dont il reste encore aujourd'hui un petit centre ancien, avec notamment une petite place et un Zourkhāneh.
C'est un quartier riche, avec de hauts immeubles (dont la résidence Parc des Princes construite par les Français dans les années 1970 au croisement des avenues Kordestān et Mollā Sadrā) et un terrain de golf, ainsi que des cafés et centres commerciaux. Il y a également un parc d'attractions, la Shahr-e Bazi (autrefois appelée Luna Park), fermé depuis 1995.
Le rond-point de Vanak est un carrefour important de Téhéran. Plusieurs autoroutes en partent, dont la Jahan-Kudak et la Mollā Sadrā. L'avenue Vali-ye Asr, la plus longue avenue de Téhéran, le traverse également.
Une influente communauté arménienne est présente à Vanak, notamment dans l'ancien village de Vanak, où l'on peut voir une église apostolique arménienne. Aujourd'hui, les Arméniens disposent d'un complexe sportif appelé Ararat.
Il existe un village du même nom à Farahan (Ashtian) dans la province de Markazi. Mirza Hassan Ashtiani Mostowfi ol-Mamalek, ancien premier ministre de Perse, y est probablement né. Sa tombe se trouve en propriété privée dans le quartier de Vanak.

## Référence
- (en) Cet article est partiellement ou en totalité issu de l’article de Wikipédia en anglais intitulé « Vanak » (voir la liste des auteurs).